# Assault Attack
 (mars 2017).
Si vous disposez d'ouvrages ou d'articles de référence ou si vous connaissez des sites web de qualité traitant du thème abordé ici, merci de compléter l'article en donnant les références utiles à sa vérifiabilité et en les liant à la section « Notes et références ».
Albums de Michael Schenker Group
One Night at Budokan
(1982) Built to Destroy
(1983)
Singles
1. Dancer / Girl from Uptown
Sortie : 27 août 1982

Assault Attack est le troisième album studio du Michael Schenker Group et le seul album à présenter l'ancien chanteur du groupe Rainbow, Graham Bonnet.
Produit, enregistré et mixé par Martin Birch, l'album est enregistré en France au Château d'Hérouville et mixé aux Musicland Studios de Munich pour une sortie en 1982.

## Liste des titres
| No  | Titre                  | Auteur                                                   | Durée |
| --- | ---------------------- | -------------------------------------------------------- | ----- |
| A1. | Assault Attack         | Michael Schenker, Graham Bonnet, Chris Glen, Ted McKenna | 4:20  |
| A2. | Rock You to the Ground | Schenker, Bonnet                                         | 5:43  |
| A3. | Dancer                 | Schenker, Bonnet                                         | 4:44  |
| A4. | Samurai                | Schenker, Bonnet, Glen                                   | 5:12  |

| No  | Titre                  | Auteur                 | Durée |
| --- | ---------------------- | ---------------------- | ----- |
| B1. | Desert Song            | Schenker, Bonnet       | 5:53  |
| B2. | Broken Promises        | Schenker, Bonnet, Glen | 6:15  |
| B3. | Searching for a Reason | Schenker, Bonnet       | 3:49  |
| B4. | Ulcer                  | Schenker               | 3:54  |

| 9. | Girl From Uptown | Schenker, Bonnet | 5:22 |

Notes
- Les rééditions CD les plus récentes contiennent la chanson bonus Girl From Uptown, la face B de Dancer, seul single de l'album.
- Le morceau-titre Assault Attack est présent dans le jeu vidéo Brütal Legend.

## Crédits

### Membres du groupe
- Michael Schenker : guitares
- Graham Bonnet : chant (leader) et chœurs
- Chris Glen (en) : basse
- Ted McKenna : batterie, percussion (remplaçant en urgence Cozy Powell viré en avril 1982 après une violente altercation avec Michael Schenker quelques semaines avant le début des sessions d'enregistrement[réf. nécessaire])

### Musicien additionnel
- Tommy Eyre (en) : claviers

### Équipes technique et production
- Production, ingénierie, management : Martin Birch
- Ingénierie : Benedict Tobias Fenner, Patric Drouget
- Artwork : Jack Magill
- Photographie : Fin Costello, Brian Aris